# Мохаммед Сагіль
Мохаммед Сагіль (араб. محمد سهيل, нар. 11 жовтня 1963) — марокканський футболіст, що грав на позиціях півзахисника і нападника, зокрема за «Відад» (Касабланка) та національну збірну Марокко.

## Клубна кар'єра
У дорослому футболі дебютував 1982 року виступами за команду «Відад» (Касабланка), в якій провів три сезони. 
Згодом протягом сезону грав за «Кавкаб», після чого повернувся до «Відада».
Протягом сезону 1987/88 захищав кольори французького друголігового «Луан-Кюїзо».

## Виступи за збірну
Грав у складі національної збірної Марокко, у складі якої 1986 року був учасником чемпіонату світу в Мексиці та Кубка африканських націй в Єгипті.